# Gleichenberger Kogeln
Gleichenberger Kogeln är ett berg i Österrike.   Det ligger i distriktet Südoststeiermark och förbundslandet Steiermark, i den östra delen av landet, 150 km söder om huvudstaden Wien. Toppen på Gleichenberger Kogeln är 596 meter över havet, eller 238 meter över den omgivande terrängen. Bredden vid basen är 9,6 km.
Terrängen runt Gleichenberger Kogeln är platt åt nordväst, men åt sydost är den kuperad. Närmaste större samhälle är Feldbach, 6,9 km norr om Gleichenberger Kogeln. 
Omgivningarna runt Gleichenberger Kogeln är en mosaik av jordbruksmark och naturlig växtlighet. Runt Gleichenberger Kogeln är det ganska tätbefolkat, med 90 invånare per kvadratkilometer.